# Baluchi (Pferd)
Das Baluchi (oder auch: Belutschi) ist eine Pferderasse aus Pakistan. Die Pferde sind ausdauernd, flink, genügsam und werden als Reit- und Zugpferde verwendet.
Hintergrundinformationen zur Pferdebewertung und -zucht finden sich unter: Exterieur, Interieur und Pferdezucht.

## Exterieur
Mittelgroßes, robustes, leicht gebautes Kleinpferd mit einem feinen, trockenen Kopf mit geradem Profil und kleinen beweglichen Ohren, deren Spitzen nach innen gerichtet sind, ähnlich denen des Kathiawari. Es besitzt einen langen, geraden Hals, der in einen deutlich markierten Widerrist übergeht. Dem schmalbrüstigen Rumpf fehlt es oft an Tiefe und ausreichender Rippenwölbung. Die drahtige Hinterhand ist mit meist schwachen „Hosen“ versehen, die Gliedmaßen sind kräftig und trocken, die Hufe eisenhart. Es kommen vor allem Braune, Füchse und Schimmel vor.
Das Baluchi hat ein Stockmaß von ca. 150 cm.

## Herkunft
Das Baluchi stammt aus der Republik Pakistan und kommt vor allem aus den Provinzen Belutschistan und Sindh, sowie in den Regionen Bahawalpur, Dera Ghazikhan, Muzaffargarh und Multan im Punjab. Die Vorfahren der Rasse waren vor allem asiatische und orientalische Pferderassen. Ein einheitliches Zuchtziel gab es aber nie.

## Verwendung
Die Rasse wird zum Reiten verwendet, zum sportlichen „tentpegging“ und als Zugpferd vor den zweirädrigen „Tongas“, die zum Transport von Personen und Gütern verwendet werden.